# Kälberklamm und Hasenklamm
Kälberklamm und Hasenklamm ist ein Naturschutzgebiet im Naturraum Schwarzwald-Randplatten im Land- beziehungsweise Stadtkreis Karlsruhe in Baden-Württemberg. Es liegt im nördlichen Randgebiet des Schwarzwaldes und umfasst die Bäche Kälber- und Hasenklamm mit deren natürlichen Quellbereichen. Es bildet einen Lebensraum für zum Teil geschützte, trockenheitliebende Tiere und Pflanzen.

## Geographie
Das rund 21,1 Hektar große Gebiet liegt in den Gemeinden Ettlingen und Waldbronn sowie im Karlsruher Stadtteil Grünwettersbach.

## Steckbrief Naturschutzgebiet
Der Schutzzweck (§ 3) setzt sich zusammen aus der Erhaltung und Sicherung der Gewässermorphologie und -dynamik zweier Kerbbachsysteme und der natürlichen Quellbereiche, sowie der Erhaltung und Förderung der an diesen Gewässertyp gebundenen Pflanzen- und Tiergesellschaften und der dort vorkommenden Schluchtwaldgesellschaften. Des Weiteren sollen seltene und gefährdete Tierarten, vor allem Amphibien und Reptilien sowie Vögel, geschützt werden. Außerdem sollen ehemalige Steinbrüche und Steinbruchwandreste erhalten bleiben.

## Flora und Fauna
Das Gebiet ist vor allem Lebensraum des Wanderfalken. Des Weiteren findet sich der europaweit gefährdete Dunkle Wiesenknopf-Ameisenbläuling.

## Zusammenhängende Schutzgebiete
Mit dem Naturschutzgebiet „Kälberklamm und Hasenklamm“ sind der „Naturpark Schwarzwald Mitte/Nord“, das FFH-Gebiet „Wiesen und Wälder bei Ettlingen“ (7016-342), das Europäische Vogelschutzgebiet „Kälberklamm und Hasenklamm“ (7016-401) sowie die Landschaftsschutzgebiete „Grünwettersbacher Wald-Hatzengraben“ (2.12.020) und „Waldbronner Albgau“ (2.15.058) als zusammenhängende Schutzgebiete ausgewiesen.